# Shangxia
Shangxia (kinesiska: 上峡乡, 上峡) är en socken i Kina. Den ligger i provinsen Sichuan, i den sydvästra delen av landet, omkring 380 kilometer öster om provinshuvudstaden Chengdu. Antalet invånare är 12 379. Befolkningen består av 5 833 kvinnor och 6 546 män. Barn under 15 år utgör 21,0 %, vuxna 15-64 år 67 %, och äldre över 65 år 10,0 %.
Genomsnittlig årsnederbörd är 1 674 millimeter. Den regnigaste månaden är september, med i genomsnitt 303 mm nederbörd, och den torraste är januari, med 11 mm nederbörd.